# بی‌سیکلوپروپنیل
بی‌سیکلوپروپنیل (به انگلیسی: Bicyclopropenyl) با فرمول شیمیایی C۶H۶ یک ترکیب شیمیایی است. که جرم مولی آن ۷۸٫۱ g/mol می‌باشد.